# Кемаль Бутка
Кемаль Бутка (алб. Qemal Butka; 1907 — 28 листопада 1997) — албанський архітектор, політик, художник, гравер, дизайнер поштових марок. Він був мером Тирани у 1935–1936, але покинув Албанію у 1939; жив у Туреччині та США. Відомий своїми проектами пам'ятників і громадських будівель в Албанії.

## Життя
Кемаль Бутка народився у 1907 році у селі Бутка, Османська імперія (нинішній округ Колонья на південному сході Албанії). Батько його був убитий у роки Першої світової війни, і він виховувався у родині дядька, албанського поета-націоналіста і політичного діяча XIX століття, Салі Бутка (1852–1938). Кемаль здобув освіту в Австрії, починаючи з вищої школи у Лінці, і закінчивши навчання у Віденському технічному університеті, отримав спеціальність інженера-архітектора.
У 1931, після закінчення університету, Бутка повернувся в Албанію; працював в основному над архітектурними проектами. Серед відомих робіт Кемаля в Албанії — будівля Національної бібліотеки, Пам'ятник народній волі, будівля муніципалітету м. Корча, меморіальна дошка на честь 25-річчя Декларації незалежності Албанії. Кемаль Бутка відзначився у будівництві приватних вілл у Тирані, Дурресі та інших албанських містах, що збереглися донині. Бутка також відомий серіями вигравіруваних ним проектів поштових марок (наприклад, випущених до 25-ї річниці незалежності Албании).
Кемаль Бутка був призначений мером Тірани на рік прем'єрства Мехді-бея Фрашері (прем'єр-міністр Албанії з 22 жовтня 1935 по 9 листопада 1936). У 1939, після вторгнення фашистської Італії в Албанію, Бутка емігрував через Грецію у Туреччину разом з письменником Бранко Мерджані.
Залишався у Туреччині з 1940 по 1958, за винятком 1943–1945 років, коли він працював у Каїрі. У Туреччині він познайомився і одружився з дочкою особистого лікаря національного лідера Туреччини, Кемаля Ататюрка, — Мехмет Берк Каміля, — Джеліль (Xhelile, архітектором за професією; вона закінчила MIT у Бостоні). У 1958 році Бутка з дружиною Джеліль емігрували у США, де проживали до 1990-х років. У США Бутка працював архітектором у престижних студіях (брав участь, серед іншого, у проекті хмарочоса One Astor Plaza, Нью-Йорк), а його дружина, Джеліль, взяла участь у проекті будівництва веж-близнюків у Нью-Йорку. Кілька разів Кемаль Бутка намагався відвідати Албанію як громадянин США, але комуністична влада не надавали йому візи. Приїхати на батьківщину він зміг лише у 1987 році, після смерті диктатора Албанії Енвера Ходжі. Після 1990 остаточно повернувся в Албанію, де і помер 28 листопада 1997 року.